# جدل آري

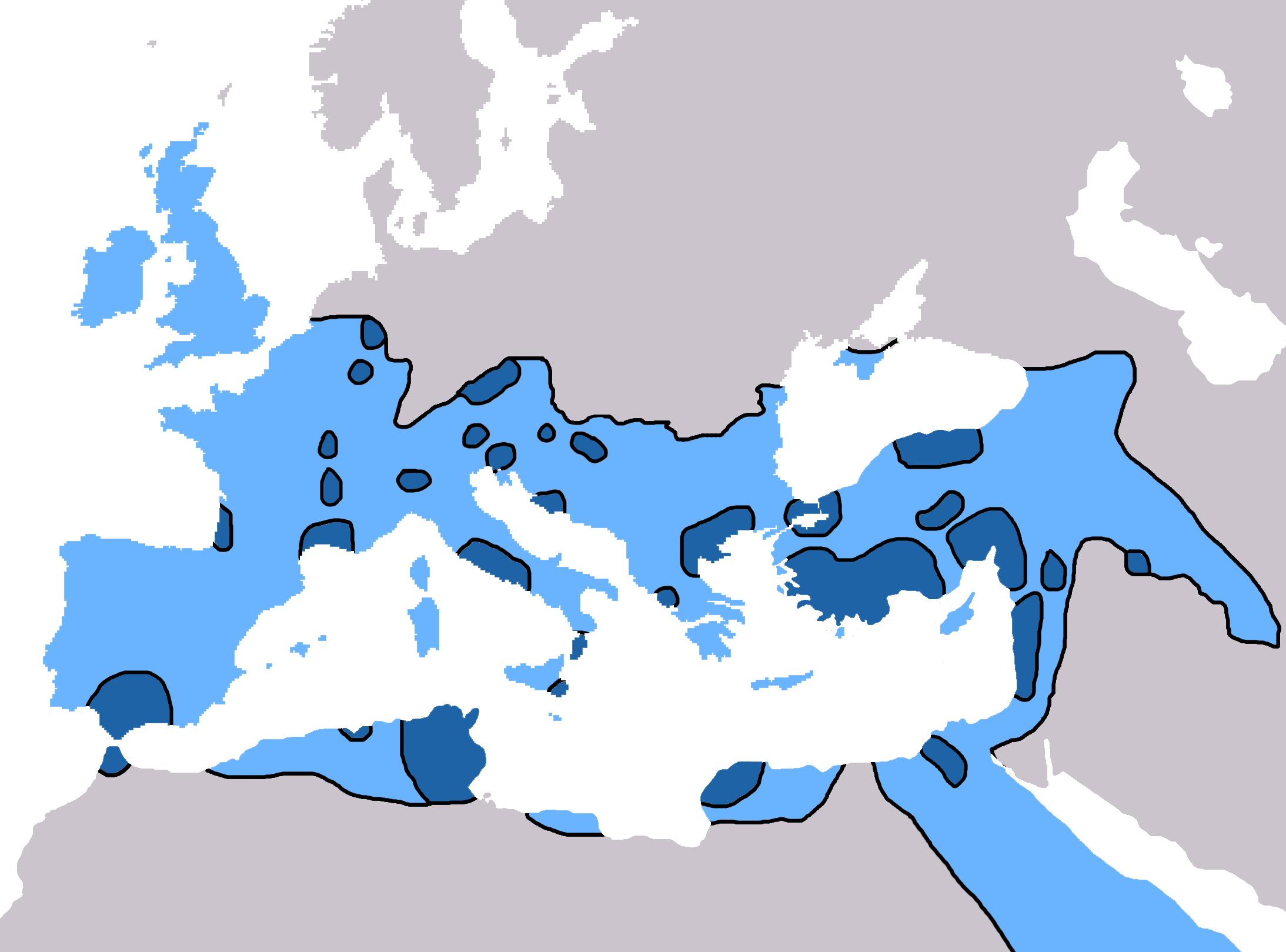

الجدل الآري هو مصطلح يجمع مجموعة من الخلافات المتعلقة بالآريوسية التي قسمت بين الكنيسة المسيحية الأولى الاثالوثية والكنيسة الكاثوليكية التي اتت بعد مجمع نيقية مباشرة وبعد مجمع القسطنطينية الأول في 381 الثالوثية. وأهم هذه الخلافات تتعلق بالعلاقة وبين الله الآب والله الابن ولاحقا اقحام الروح القدس كاله ليؤلف الثالوث الاقدس ففي نهاية القرن الثاني وبداية الثالث كان الثالوثيون يسيطرون على اغلب الكنائس ويمنعون من يخالفهم الراي ويحرمونه من الكنيسة والجدير بالذكر ان الايمان بالثالوث الحالي اتى نتيجة تطور ومباحثات ومجادلات كثيرة لحوالي 600 سنة.

## التاريخ

### البدايات في الإسكندرية
يمكن إعادة سرد التاريخ المبكر للجدل الآري على أساس ما يقرب من 35 وثيقة وجدت في مصادر مختلفة. يخبر المؤرخ سقراط اسكولاستيك أن أريوس بدأ الجدل تحت قيادة بطريرك الإسكندرية ارشيلاوس أو أكيلا الاسكندري، عندما قام بالتحليل او القياس المنطقي التالي:
إذا ولد الآب الابن، فإنه مخلوق وله بداية في وجوده. ومن ثم فمن الواضح أنه كان هناك وقت لم يكن فيه الابن موجودًا. يترتب على ذلك بالضرورة أن جوهره جاء من العدم "- آريوس. قالب:Citação2

#### خلاف مع إسكندر الإسكندرية
تعرض الأسقف الإسكندراني، الاسكندر لانتقادات بسبب رد فعله البطيء ضد أريوس. وليس مثل سلفه، ديونيسوس الإسكندرية، اتُهم بالتراخي في هذا الموضوع. السؤال الذي طرحه آريوس كان مفتوحا قبل جيلين وترك للجدل. لذلك، سمح الإسكندر للجدل بالاستمرار حتى ظن أنه أصبح خطرًا على السلام في الكنيسة. عقد مجلسًا من الأساقفة وطلب المشورة منهم. بمجرد أن اتخذوا قرارًا ضد أريوس، لم يتاخر الإسكندر وعاجل إلى عزل أريوس من منصبه كخوري الرعية وحرمه هو وأتباعه.
بدأ الخلاف بين الاثنين فجأة عندما أعلن الإسكندر وحدة الثالوث في إحدى خطبه. آريوس على الفور وصف ادعاءه بأنه من افكار أتباع السبالية، والتي كانت مرفوضة في ذلك الوقت. تصاعد الجدل بسرعة وتمكن أريوس من زيادة الدعم والتاييد لمواقفه، وحصل على دعم العديد من الشمامسة وكاهن واحد على الأقل. واصل آريوس بعد ذلك جذب المزيد من الاهتمام والتاييد، لدرجة أن الإسكندر اضطر إلى استدعاء مجموعتين منفصلتين من الكهنة والشمامسة لمناقشة الأمر. ومع ذلك، لم يتوصل أي منهم إلى أي استنتاجات أو ساعد في نقض أو توسع أفكار آريوس
الاسكندر عقد مجمع في كنيسة الإسكندرية والمحافظة المجاورة ماريوتيس في سنة 320 م. بقصد وحيد هو تحديد الإجراء الذي سيتم اتخاذه بشأن الموضوع الذي يزداد تعقيدًا. في السينودس، وافق ستة وثلاثون شيخًا وأربعة وأربعون شماسا- بتاثير من أثناسيوس - على إصدار نقد للآريوسية وتوقيع وثيقة كنسية لتضفي الطابع الرسمي عليها. واصل آريوس نجاحه في أخذ الدعم في أماكن أخرى، وخاصة ماريوتيس وليبيا، حيث أقنع أريوس الأسقفين سيغوندو بتوليمايس وتوماس من مارماريكا بالانضمام إليه. جعل نجاح آريوس في تقسيم قادة الكنيسة من إمكانية حدوث انشقاق رسمي حقيقة واقعة.
في عام 321، عقد الإسكندر مجلسًا عامًا للكنيسة بأكملها في البلاد (مجلس الإسكندرية). ضم المجلس أقل من مائة شخص. استمر آريوس في مناقشة مواقفه الأولية، بأن الابن لا يمكن أن يكون أبديًا مع الآب،
حسب يوحنا 1:1 , في البدء كان الكلمة، بما ان الله ليس له بداية
حتى مدعياً أن الابن ليس مشابهاً للآب من حيث الجوهر. قوبل هذا البيان الأخير برعب من قبل المجلس، مما وضع أريوس تحت لعنة حتى تراجع عن مواقفه.
وغادر أريوس إلى فلسطين، حيث تلقى دعمًا من عدد كبير من الأساقفة الذين عبروا عن رأيهم في الموضوع للإسكندر. واحد من هؤلاء اوسابيوس من نيقوميديا، كانت لها صلات وثيقة جدًا بالبلاط الإمبراطوري البيزنطي وساعدت في نشر أفكار آريوس إلى أبعد من ذلك. أدى النمو الواسع لهذه الحركة ورد فعل الكنيسة القائمة عليها إلى قيام الإمبراطور نفسه بكتابة خطاب إلى الأطراف المعنية يدعو إلى العودة إلى الوحدة في الكنيسة وإنهاء هذا الخلاف المرير حول ما أسماه الحجج الصغيرة حول التفاصيل غير المفهومة.
ثم بدأ أتباع آريوس في الإسكندرية بتكريس أنفسهم للدفاعً عن معتقداتهم، الأمر الذي شجع الإسكندر على كتابة رسالة عامة لجميع أساقفة المسيحية، يروي فيها تاريخ الآريوسية ورأيه في عيوب المعتقد الآريوسي. عند القيام بذلك، اضطر إلى أن يهاجم تصرفات اوسابيوس من نيقوميديا، الذي دعا إلى عقد مجلس إقليمي لكنيسة بيتينيا لمناقشة آريوس. استعرضت هذه الهيئة تصرفات الإسكندر وأسلافه، وبناءً على هذه المراجعة، اعترفت رسميًا بأريوس في المجتمع السرياني المسيحي. شخصيات أخرى، بما في ذلك بولص الصوري، أوسيبيوس من قيسارية وباتروفيلوس من سيتوبوليس أشاروا أيضًا إلى دعمهم لآريوس، مما سمح لأتباعه بالانضمام إلى الخدمة الإلهية بنفس الطريقة التي فعلوا بها من قبل في الإسكندرية. ل
يُعتقد أن أريوس كتب إلى ثاليا في هذا الوقت تقريبًا، مما ساعد في حشد المزيد من الدعم لقضيته. أدى هذا الكتاب، جنبًا إلى جنب مع أعمال آريوس الأخرى وأعمال الإسكندر المعارضة، إلى تفاقم الخلاف بين مؤيدي آريوس ومن انتقدوه. في هذا الجو، بنصيحه من أثناسيوس، كتب الإسكندر اعترافًا بالإيمان دفاعًا عن موقفه. بعث هذا برسالة لجميع الأساقفة المسيحيين يطلب منهم التأييد لموقفه من خلال وضع توقيعهم على النسخة. وحصل على 250 توقيعا، بما في ذلك حوالي 100 من أبرشيته الخاصة، فضلا عن 42 من آسيا و 37 من بمفيلية، من ليسية، 15 من كابادوكيا والعديد غيرها. كما حافظ على المراسلات مع الإسكندر من القسطنطينية، احتجاجًا على عنف الآريين وعن آراء آريوس حول تأثير المرأة والعديد من الأمور الآريوسية.
أصبح الخلاف حول الآريوسية مشكلة هددت بالفعل بالإضرار بسلام ووحدة الكنيسة والإمبراطورية. قسطنطين، المطالب الوحيد بالعرش بعد إعدام ليسينيوس، كتب رسالة «إلى أثناسيوس وآريوس». كتب قسطنطين من نيقوميديا، وتم تسليمها إلى هوسيو دي قرطبة، وهو أسقف محترم وكبير، ليتم تسليمه إلى المتنافسين في الإسكندرية. في الرسالة، طالب قسطنطين الإسكندر وآريوس بإنهاء نزاعهما.
بعد وقت قصير من تلقيه رسالة قسطنطين، دعا الإسكندر مجلسًا عامًا آخر لأبرشيته، والذي يبدو أنه أكد موافقته على مهنة الإيمان التي عمّمها الإسكندر كاتفاق على استخدام المصطلح اللاهوتي «التماثل الجوهري». كما أعاد التأكيد على حرمان أتباع آريوس ومليسيو، الأمر الذي أثار بالطبع حفيظة الأريوسيين في الإسكندرية أكثر. اشتكى أريوس شخصيًا إلى الإمبراطور من المعاملة التي قدمها له الإسكندر. في رده، طلب قسطنطين من أريوس الدفاع عن نفسه أمام المجلس المسكوني للكنيسة الذي كان من المقرر عقده في نيس، بيتينيا، في 14 يونيو، 325، وهو الأول من نوعه في التاريخ.

## مجمع نيقية 325

### أريمينووسلوقيةوالقسطنطينية(358-360)
في عام 358، طلب الإمبراطور قسطنطينوس الثاني مجلسين، أحدهما من الأساقفة الغربيين في أريمينو والآخر الشرقي في نيقوميديا.
في 359، اجتمع المجلس الغربي في ريميني. أعلن كل من اورساسيو من سينديدونوم وفالنتي من مورسا أن الابن كان مثل الأب «وفقًا للكتاب المقدس»، باتباع عقيدة جديدة (لاتيني Homoios - homoiano) تم تحديدها في سيرميوم (عام 359). غادر العديد من أنصار عقيدة نيقية المجلس، الذي انتهى به الأمر إلى تبني العقيدة الجديدة، كان ذلك بدعم من بعض الذين دافعوا سابقًا عن العقيدة القديمة. بعد المجلس، أدان البابا ليبيريوس عقيدة ريميني في نفس الوقت الذي دعمه فيه خصمه المضاد فيليكس الثاني.
ضرب زلزال نيقوميديا، مما أسفر عن مقتل الأسقف سيكروبيو، وفي عام 359، انتهى المجلس الشرقي بتغيير مقره وانتهى به الأمر سليقية (مرسين، تركيا حاليا). كان المجلس منقسما بعمق ولم يكن لديه إجراءات منتظمة وانتهى الأمر بالطرفين إلى الاجتماع على حدة والتوصل إلى قرارات معاكسة. أعلن باسيليو دي أنسيرا وحزبه أن الابن كان من مادة مشابهة لمادة الأب، وفقًا لعقيدة أنطاكية عام 341 (Homoiousia - Homoiousiano) وخلعوا الطرف الخصم. أعلن اكاسيو من القيصرية أن الابن كان مثل الأب، مقدمًا عقيدة جديدة هي بالاتينية (Homoios - homoiano) 
نظرًا لعدم وجود تعريف، طلب قسطنطينوس مجلسًا ثالثًا، في القسطنطينية (359)، يجمع كل من الأساقفة الغربيين والشرقيين، لحل الانقسام الذي نشأ في سلوقية. هذه المرة أعلن أكاسيو أن الابن سيكون مثل الآب «حسب الكتاب المقدس». أعلن باسيليو دي أنسيرا وإيوستاسيو دي سيباستيه وحزبه مرة أخرى أن الابن كان من مادة مشابهة لمادة الأب، كما في قرار الأغلبية لسلوقية. ماريس دي Chalcedônia ، Eudoxio دي أنطاكية والشمامسة Aécio وEunômio أعلن أن الابن كان من مادة مختلفة عن تلك الآب (Anomoios - Anomoean أو heteroousiano العقيدة). هزم المغايرون homoiousianos في مناظرة أولية، لكن كونستانسيو طرد Aécio . بعد ذلك، وافق المجلس، بما في ذلك Máris و Eudoxio على عقيدة Arimino's Homoian مع الحد الأدنى من التعديلات .
بعد مجلس القسطنطينية (360)، أسقف Homoian Acácio de Caesarea خلع وحظر العديد من الأساقفة Homoiousian ، بما في ذلك المقدوني الأول من القسطنطينية، باسيل، أوستاسيو، إليوسيو دي سيزيكو، دراخونيوس من بيرغاموس، نيونس من سيليوسيا، سوفورونيو دي بومبيو، إلوسيو دي بومبيو ساتالا وسيريل القدس. في الوقت نفسه، قام Acácio أيضًا بخلع وحظر Anomoean الشماس Aécio .
في عام 360، عيّن Acácio Eudoxius الأنطاكي ليحل محل المقدوني وأثناسيوس من Ancira بدلاً من Basilio ، وكذلك Onésimo de Nicomédia بدلاً من Cecropio ، الذي توفي في الزلزال.
في عام 361، توفي قسطنطينوس وأصبح جوليان الإمبراطور الروماني الوحيد. سرعان ما طالب بإعادة عدد من المعابد الوثنية التي استولى عليها المسيحيون أو دمروها. وفقًا لفيلوستورجيو، قتل الوثنيون خورخي دي لاوديسيا، أسقف الإسكندرية، مما سمح لأثناسيوس من الإسكندرية بالعودة إلى الأسقفية.

## احزاب

### Homoousians - أولئك الذين سادوا
علم المثليون أن الابن من نفس جوهر الآب، أي كلاهما غير مخلوقين. تم إدانة شكل Sabellian في وقت مبكر século III . تم إعلان الشكل الأتاناسيوسي الكاثوليكي في المجمع الأول للقسطنطينية عام 383 وأصبح أساس التثليث. الأتباع الرئيسيون هم:
| - Alexandre de Alexandria، bispo de Alexandria (313-326). - Ósio de Córdoba, bispo de Córdoba (?-(359). - Eusébio de Cesareia, bispo de Cesareia (ca. 313-339). - Eustácio de Antioquia, (possivelmente sabeliano) bispo de Antioquia (ca. 325-330). - Dionísio de Alba, bispo de Alba, que apoiou Atanásio em Milão - Ciro de Beroe, (possivelmente sabeliano) bispo de Beroia (atual ستارا زاغورا). - Papa Silvestre I، papa (314-335) - Papa Marcos، papa, (336) - Atanásio de Alexandria, bispo de Alexandria (326-373), futuro rival dos arianos Gregório da Capadócia e Jorge de Laodiceia). - Paulo I de Constantinopla، bispo de Constantinopla (336-351), futuro rival de Eusébio de Nicomédia e de Macedônio I de Constantinopla. | - Papa Júlio I، papa (337-352). - Papa Libério، papa (352-366) - Papa Dâmaso I، papa (366-384) - Basílio de Cesareia, bispo de Cesareia (329-379) - Gregório de Níssa, monge e padre, (335-394) - Ambrósio، bispo de Mediolano (340-397) - Gregório Nazianzo، patriarca de Constantinopla (329-389) - Asclepas, bispo de غزة. - Lúcio de Adrianópolis, bispo de أدريانوبوليس (?-351). - Máximo II de Jerusalém، bispo de Jerusalém (333-350). - Paulino, bispo de Augusta dos Tréveros (atual Tréveris), que apoiou Atanásio em Mediolano. - Dionísio de Alba, bispo de Alba, que apoiou Atanásio em Mediolano. - Santo Antão do Deserto, um dos padres do deserto (251-356) - Eusébio de Vercelli, bispo de فيرتشيلي (340-371), que apoiou Atanásio em Mediolano. - Angélio, (Novaciano) bispo de Constantinopla. |

### Marcelo de Ancira e Fotino de Sirmio
De acordo com o historiador Sócrates Escolástico، Marcelo de Ancira e Fotino de Sirmio ensinaram "que Cristo era apenas um homem.". Seus oponentes associaram os ensinamentos de Marcelo de Ancira e de Fotino de Sirmio com os de Sabélio e Paulo de Samósata, que já tinham sido amplamente rejeitados antes da controvérsia.
- Marcelo, bispo de Ancira (?-336 e ca. 343-c. 374) e crítico de Astério, o Sofista.[30]
- Fotino, bispo de Sirmio (?-351) e, no exílio, (351-376). De acordo com Sócrates e Sozomeno, Fotino foi um seguidor de Marcelo[31]
- Em 336, um julgamento eclesiástico em Constantinopla depôs Marcelo e condenou suas doutrinas.[32]
- Papa Júlio I apoiou Marcelo e apelou por sua restauração.[23]
- Em 342 ou 343, o majoritariamente ocidental Concílio de Sárdica restaurou Marcelo ao mesmo tempo que o majoritariamente oriental Concílio de Filipópolis manteve sua deposição.[33]
- Sob pressão de seu co-imperador Constante I، Constâncio II inicialmente apoiou a decisão de Sárdica. Porém, após a morte de Constante, ele reverteu sua decisão.[34]
- Em 351, um julgamento eclesiástico no Concílio de Sirmio depôs Fotino e condenou seus ensinamentos.[35]

### Homoiousianos
A escola homoiousiana ensinava que o Filho era de uma substância similar à do Pai. Os principais expoentes desta corrente eram:
- Basílio de Ancira, bispo de Ancira (336-360).[38][39]
- Macedônio I de Constantinopla، bispo de Constantinopla (342-346 e 351-360).[40][41]
- Jorge de Laodiceia، bispo de Alexandria (356-361, rival de Atanásio de Alexandria).[38][42]
- Eudóxio de Antioquia, bispo de Germanícia (?-358), Antioquia (358-359), e Constantinopla (360-370), que apoiou o Macrostich).[43][44]
- Eustácio de Sebaste, bispo de Sebaste.[38][45]
- Sabino de Heracleia, bispo de Heracleia.[46]

### Homoianos
Os homoianos ensinavam que o Filho era similar ao Pai, tanto "em todas as coisas" ou "de acordo com as escrituras", sem se jamais se referir à substância. Diversos membros de outras escolas, como Ósio de Córdoba e Aécio, também aceitavam a fórmula homoiana. Esta fórmula foi rascunhada no Concílio de Sirmio e efetivamente proposta no Concílio de Arímino, ambos em 359.
Os principais expoentes deste partido foram:
- Ursácio de Singiduno, inicialmente um homoiousiano e posteriormente um homoousiano e, finalmente, um homoiano, bispo de Singiduno (atual بلغراد), que foi um oponente de Atanásio.[49]
- Valente de Mursa, inicialmente um homoiousiano, depois um homoousiano e finalmente um homoiano bispo de أوسييك، também oponente de Atanásio.[49]
- Germínio de Sirmio.[3]
- Auxêncio de Milão (m. 374), bispo de Mediolano.[3]
- Demófilo de Constantinopla, bispo de Berae (?-370) e Constantinopla (370-380).[3][50]
- Acácio de Cesareia, bispo de Cesareia (340-366).[51]

### Heteroousianos
Os heteroousianos ensinavam que o Filho é de uma substância diferente do Pai, ou seja, criado. Ário ensinava assim no início da controvérsia e Aécio ensinaria a forma final do Anomoeanismo
| - Ário, presbítero em Alexandria. - Estêvão I de Antioquia، bispo de Antioquia e líder dos arianos no Concílio de Sárdica e no Concílio de Filipópolis. - Eusébio de Nicomédia, um dos mais fervorosos seguidores de Ário, morto no auge de seu poder em 342. - Teófilo, o indiano, que posteriormente apoiou Aécio. - Aécio de Antioquia, que fundou a tradição anomoeanista , posteriormente bispo (361-?). - Eunômio de Cízico, bispo (anomoeano) de Cízico (360-361) e bispo exilado (361-c. 393). - Teódolo, bispo (anomoeano) de Chaeretapa (? - ca. 363) e da Palestina (ca. 363-c. 379). - Paemênio, bispo (anomoeano) de Constantinopla, (ca. 363 - ?, contemporâneo de Eudóxio de Antioquia. | - Cândido, bispo (anomoeano) da Lídia, (ca. 363 - ?). - Arriano, bispo (anomoeano) de Jonia, (ca. 363-?). - Florêncio, bispo (anomoeano) de Constantinopla, (c. 363 - ?, contemporâneo de Eudóxio de Antioquia). - Talus, bispo (anomoeano) de لسبوس، (ca. 363 - ?, contemporâneo de Eudóxio de Antioquia). - Eufrônio, bispo (anomoeano) da Galácia, do Mar Negro e da Capadócia, (ca. 363 - ?). - Juliano, bispo (anomoeano) da Cilícia, (ca. 363 - ?). - Serras, Estevão e Heliodoro, bispos (anomoeanos) do Egito, (ca. 363 - ?). - Filostórgio, historiador. |

## Ver também
- Reviravolta de Constantino
- História do Cristianismo
- Antitrinitarismo
- Trinitarianismo
- Shituf

1. ↑  في
2. 1 2 3 4  Atiya, Aziz S. (1991). The Coptic Encyclopedia (بinglês). Nova Iorque: Macmillan Publishing Company. ISBN 0-02-897025-X.{{استشهاد بكتاب}}:  صيانة الاستشهاد: لغة غير مدعومة (link)
3. 1 2 3 4 5 6 7  História Eclesiástica (بinglês). Vol. II. Archived from the original on 2020-11-07. {{استشهاد بكتاب}}: الوسيط |الأول= يفتقد |الأخير= (help) and تأكد من صحة قيمة |الأول= (help)صيانة الاستشهاد: لغة غير مدعومة (link)
4. ↑  مجمع
5. ↑  لأول
6. ↑  لقسط
7. ↑  ينية
8. ↑  ام 383 وأ
9. ↑  ح أس
10. ↑  الت
11. ↑  يث
12. ↑  Filostórgio. História Eclesiástica (بinglês). Vol. V. Archived from the original on 2019-09-15.{{استشهاد بكتاب}}:  صيانة الاستشهاد: لغة غير مدعومة (link)
13. ↑  . ا
14. ↑  تباع
15. ↑  لرئيسيون ه
16. ↑  CHURCH FATHERS: Church History, Book I (Socrates Scholasticus). ج. I. مؤرشف من الأصل في 2020-12-09. اطلع عليه بتاريخ 2021-02-16. {{استشهاد بكتاب}}: الوسيط غير المعروف |capítulo= تم تجاهله (مساعدة)، الوسيط غير المعروف |língua= تم تجاهله (مساعدة)، الوسيط غير المعروف |nome= تم تجاهله يقترح استخدام |first= (مساعدة)، والوسيط غير المعروف |subtítulo= تم تجاهله (مساعدة)
17. ↑  CHURCH FATHERS: Church History, Book I (Socrates Scholasticus). ج. I. مؤرشف من الأصل في 2020-12-09. اطلع عليه بتاريخ 2021-02-16. {{استشهاد بكتاب}}: الوسيط غير المعروف |capítulo= تم تجاهله (مساعدة)، الوسيط غير المعروف |língua= تم تجاهله (مساعدة)، الوسيط غير المعروف |nome= تم تجاهله يقترح استخدام |first= (مساعدة)، والوسيط غير المعروف |subtítulo= تم تجاهله (مساعدة) e CHURCH FATHERS: Church History, Book II (Socrates Scholasticus). ج. II. مؤرشف من الأصل في 2020-11-07. اطلع عليه بتاريخ 2021-02-16. {{استشهاد بكتاب}}: الوسيط غير المعروف |capítulo= تم تجاهله (مساعدة)، الوسيط غير المعروف |língua= تم تجاهله (مساعدة)، الوسيط غير المعروف |nome= تم تجاهله يقترح استخدام |first= (مساعدة)، والوسيط غير المعروف |subtítulo= تم تجاهله (مساعدة).
18. ↑  CHURCH FATHERS: Church History, Book II (Socrates Scholasticus). ج. II. مؤرشف من الأصل في 2020-11-07. اطلع عليه بتاريخ 2021-02-16. {{استشهاد بكتاب}}: الوسيط غير المعروف |capítulo= تم تجاهله (مساعدة)، الوسيط غير المعروف |língua= تم تجاهله (مساعدة)، الوسيط غير المعروف |nome= تم تجاهله يقترح استخدام |first= (مساعدة)، والوسيط غير المعروف |subtítulo= تم تجاهله (مساعدة)
19. 1 2  CHURCH FATHERS: Church History, Book I (Socrates Scholasticus). ج. I. مؤرشف من الأصل في 2020-12-09. اطلع عليه بتاريخ 2021-02-16. {{استشهاد بكتاب}}: الوسيط غير المعروف |capítulo= تم تجاهله (مساعدة)، الوسيط غير المعروف |língua= تم تجاهله (مساعدة)، الوسيط غير المعروف |nome= تم تجاهله يقترح استخدام |first= (مساعدة)، والوسيط غير المعروف |subtítulo= تم تجاهله (مساعدة).
20. 1 2 3 4  CHURCH FATHERS: Church History, Book II (Socrates Scholasticus). ج. II. مؤرشف من الأصل في 2020-11-07. اطلع عليه بتاريخ 2021-02-16. {{استشهاد بكتاب}}: الوسيط غير المعروف |capítulo= تم تجاهله (مساعدة)، الوسيط غير المعروف |língua= تم تجاهله (مساعدة)، الوسيط غير المعروف |nome= تم تجاهله يقترح استخدام |first= (مساعدة)، والوسيط غير المعروف |subtítulo= تم تجاهله (مساعدة).
21. ↑  CHURCH FATHERS: Church History, Book I (Socrates Scholasticus). ج. I. مؤرشف من الأصل في 2020-12-09. اطلع عليه بتاريخ 2021-02-16. {{استشهاد بكتاب}}: الوسيط غير المعروف |capítulo= تم تجاهله (مساعدة)، الوسيط غير المعروف |língua= تم تجاهله (مساعدة)، الوسيط غير المعروف |nome= تم تجاهله يقترح استخدام |first= (مساعدة)، والوسيط غير المعروف |subtítulo= تم تجاهله (مساعدة)
22. ↑  CHURCH FATHERS: Church History, Book II (Socrates Scholasticus). ج. II. مؤرشف من الأصل في 2020-11-07. اطلع عليه بتاريخ 2021-02-16. {{استشهاد بكتاب}}: الوسيط غير المعروف |capítulo= تم تجاهله (مساعدة)، الوسيط غير المعروف |língua= تم تجاهله (مساعدة)، الوسيط غير المعروف |nome= تم تجاهله يقترح استخدام |first= (مساعدة)، والوسيط غير المعروف |subtítulo= تم تجاهله (مساعدة)
23. 1 2  CHURCH FATHERS: Church History, Book II (Socrates Scholasticus). ج. II. مؤرشف من الأصل في 2020-11-07. اطلع عليه بتاريخ 2021-02-16. {{استشهاد بكتاب}}: الوسيط غير المعروف |capítulo= تم تجاهله (مساعدة)، الوسيط غير المعروف |língua= تم تجاهله (مساعدة)، الوسيط غير المعروف |nome= تم تجاهله يقترح استخدام |first= (مساعدة)، والوسيط غير المعروف |subtítulo= تم تجاهله (مساعدة)
24. ↑  CHURCH FATHERS: Church History, Book II (Socrates Scholasticus). ج. II. مؤرشف من الأصل في 2020-11-07. اطلع عليه بتاريخ 2021-02-16. {{استشهاد بكتاب}}: الوسيط غير المعروف |capítulo= تم تجاهله (مساعدة)، الوسيط غير المعروف |língua= تم تجاهله (مساعدة)، الوسيط غير المعروف |nome= تم تجاهله يقترح استخدام |first= (مساعدة)، والوسيط غير المعروف |subtítulo= تم تجاهله (مساعدة)
25. ↑  CHURCH FATHERS: Church History, Book II (Socrates Scholasticus). ج. II. مؤرشف من الأصل في 2020-11-07. اطلع عليه بتاريخ 2021-02-16. {{استشهاد بكتاب}}: الوسيط غير المعروف |capítulo= تم تجاهله (مساعدة)، الوسيط غير المعروف |língua= تم تجاهله (مساعدة)، الوسيط غير المعروف |nome= تم تجاهله يقترح استخدام |first= (مساعدة)، والوسيط غير المعروف |subtítulo= تم تجاهله (مساعدة) e CHURCH FATHERS: Church History, Book II (Socrates Scholasticus). ج. II. مؤرشف من الأصل في 2020-11-07. اطلع عليه بتاريخ 2021-02-16. {{استشهاد بكتاب}}: الوسيط غير المعروف |capítulo= تم تجاهله (مساعدة)، الوسيط غير المعروف |língua= تم تجاهله (مساعدة)، الوسيط غير المعروف |nome= تم تجاهله يقترح استخدام |first= (مساعدة)، والوسيط غير المعروف |subtítulo= تم تجاهله (مساعدة)
26. ↑  CHURCH FATHERS: Church History, Book II (Socrates Scholasticus). ج. II. مؤرشف من الأصل في 2020-11-07. اطلع عليه بتاريخ 2021-02-16. {{استشهاد بكتاب}}: الوسيط غير المعروف |capítulo= تم تجاهله (مساعدة)، الوسيط غير المعروف |língua= تم تجاهله (مساعدة)، الوسيط غير المعروف |nome= تم تجاهله يقترح استخدام |first= (مساعدة)، والوسيط غير المعروف |subtítulo= تم تجاهله (مساعدة) & CHURCH FATHERS: Church History, Book II (Socrates Scholasticus). ج. II. مؤرشف من الأصل في 2020-11-07. اطلع عليه بتاريخ 2021-02-16. {{استشهاد بكتاب}}: الوسيط غير المعروف |capítulo= تم تجاهله (مساعدة)، الوسيط غير المعروف |língua= تم تجاهله (مساعدة)، الوسيط غير المعروف |nome= تم تجاهله يقترح استخدام |first= (مساعدة)، والوسيط غير المعروف |subtítulo= تم تجاهله (مساعدة)
27. ↑  CHURCH FATHERS: Church History, Book II (Socrates Scholasticus). ج. II. مؤرشف من الأصل في 2020-11-07. اطلع عليه بتاريخ 2021-02-16. {{استشهاد بكتاب}}: الوسيط غير المعروف |capítulo= تم تجاهله (مساعدة)، الوسيط غير المعروف |língua= تم تجاهله (مساعدة)، الوسيط غير المعروف |nome= تم تجاهله يقترح استخدام |first= (مساعدة)، والوسيط غير المعروف |subtítulo= تم تجاهله (مساعدة)
28. ↑  CHURCH FATHERS: Church History, Book I (Socrates Scholasticus). ج. I. مؤرشف من الأصل في 2020-12-09. اطلع عليه بتاريخ 2021-02-16. {{استشهاد بكتاب}}: الوسيط غير المعروف |capítulo= تم تجاهله (مساعدة)، الوسيط غير المعروف |língua= تم تجاهله (مساعدة)، الوسيط غير المعروف |nome= تم تجاهله يقترح استخدام |first= (مساعدة)، والوسيط غير المعروف |subtítulo= تم تجاهله (مساعدة) e CHURCH FATHERS: Church History, Book II (Socrates Scholasticus). ج. II. مؤرشف من الأصل في 2020-11-07. اطلع عليه بتاريخ 2021-02-16. {{استشهاد بكتاب}}: الوسيط غير المعروف |capítulo= تم تجاهله (مساعدة)، الوسيط غير المعروف |língua= تم تجاهله (مساعدة)، الوسيط غير المعروف |nome= تم تجاهله يقترح استخدام |first= (مساعدة)، والوسيط غير المعروف |subtítulo= تم تجاهله (مساعدة). No livro I, capítulo 36 de sua História Eclesiástica, Sócrates afirma que Marcelo "ousou afirmar, como os discípulos de Paulo de Samósata fizeram, que Cristo era apenas um homem" e no livro 2, capítulo 18, diz que "Fotino afirmou que o Filho de Deus era apenas um homem".
29. ↑  CHURCH FATHERS: Church History, Book I (Socrates Scholasticus). ج. I. مؤرشف من الأصل في 2020-12-09. اطلع عليه بتاريخ 2021-02-16. {{استشهاد بكتاب}}: الوسيط غير المعروف |capítulo= تم تجاهله (مساعدة)، الوسيط غير المعروف |língua= تم تجاهله (مساعدة)، الوسيط غير المعروف |nome= تم تجاهله يقترح استخدام |first= (مساعدة)، والوسيط غير المعروف |subtítulo= تم تجاهله (مساعدة) e CHURCH FATHERS: Church History, Book II (Socrates Scholasticus). ج. II. مؤرشف من الأصل في 2020-11-07. اطلع عليه بتاريخ 2021-02-16. {{استشهاد بكتاب}}: الوسيط غير المعروف |capítulo= تم تجاهله (مساعدة)، الوسيط غير المعروف |língua= تم تجاهله (مساعدة)، الوسيط غير المعروف |nome= تم تجاهله يقترح استخدام |first= (مساعدة)، والوسيط غير المعروف |subtítulo= تم تجاهله (مساعدة)
30. ↑  CHURCH FATHERS: Church History, Book I (Socrates Scholasticus). ج. I. مؤرشف من الأصل في 2020-12-09. اطلع عليه بتاريخ 2021-02-16. {{استشهاد بكتاب}}: الوسيط غير المعروف |capítulo= تم تجاهله (مساعدة)، الوسيط غير المعروف |língua= تم تجاهله (مساعدة)، الوسيط غير المعروف |nome= تم تجاهله يقترح استخدام |first= (مساعدة)، والوسيط غير المعروف |subtítulo= تم تجاهله (مساعدة) e CHURCH FATHERS: Church History, Book II (Socrates Scholasticus). ج. II. مؤرشف من الأصل في 2020-11-07. اطلع عليه بتاريخ 2021-02-16. {{استشهاد بكتاب}}: الوسيط غير المعروف |capítulo= تم تجاهله (مساعدة)، الوسيط غير المعروف |língua= تم تجاهله (مساعدة)، الوسيط غير المعروف |nome= تم تجاهله يقترح استخدام |first= (مساعدة)، والوسيط غير المعروف |subtítulo= تم تجاهله (مساعدة)
31. ↑  CHURCH FATHERS: Church History, Book II (Socrates Scholasticus). ج. II. مؤرشف من الأصل في 2020-11-07. اطلع عليه بتاريخ 2021-02-16. {{استشهاد بكتاب}}: الوسيط غير المعروف |capítulo= تم تجاهله (مساعدة)، الوسيط غير المعروف |língua= تم تجاهله (مساعدة)، الوسيط غير المعروف |nome= تم تجاهله يقترح استخدام |first= (مساعدة)، والوسيط غير المعروف |subtítulo= تم تجاهله (مساعدة) e CHURCH FATHERS: Church History, Book II (Socrates Scholasticus). ج. II. مؤرشف من الأصل في 2020-11-07. اطلع عليه بتاريخ 2021-02-16. {{استشهاد بكتاب}}: الوسيط غير المعروف |capítulo= تم تجاهله (مساعدة)، الوسيط غير المعروف |língua= تم تجاهله (مساعدة)، الوسيط غير المعروف |nome= تم تجاهله يقترح استخدام |first= (مساعدة)، والوسيط غير المعروف |subtítulo= تم تجاهله (مساعدة)
CHURCH FATHERS: Ecclesiastical History, Book IV (Sozomen). ج. IV. مؤرشف من الأصل في 2021-02-14. اطلع عليه بتاريخ 2021-02-16. {{استشهاد بكتاب}}: الوسيط غير المعروف |capítulo= تم تجاهله (مساعدة)، الوسيط غير المعروف |língua= تم تجاهله (مساعدة)، الوسيط غير المعروف |nome= تم تجاهله يقترح استخدام |first= (مساعدة)، والوسيط غير المعروف |subtítulo= تم تجاهله (مساعدة)
32. ↑  CHURCH FATHERS: Church History, Book I (Socrates Scholasticus). ج. I. مؤرشف من الأصل في 2020-12-09. اطلع عليه بتاريخ 2021-02-16. {{استشهاد بكتاب}}: الوسيط غير المعروف |capítulo= تم تجاهله (مساعدة)، الوسيط غير المعروف |língua= تم تجاهله (مساعدة)، الوسيط غير المعروف |nome= تم تجاهله يقترح استخدام |first= (مساعدة)، والوسيط غير المعروف |subtítulo= تم تجاهله (مساعدة) e CHURCH FATHERS: Ecclesiastical History, Book II (Sozomen). ج. II. مؤرشف من الأصل في 2020-09-27. اطلع عليه بتاريخ 2021-02-16. {{استشهاد بكتاب}}: الوسيط غير المعروف |capítulo= تم تجاهله (مساعدة)، الوسيط غير المعروف |língua= تم تجاهله (مساعدة)، الوسيط غير المعروف |nome= تم تجاهله يقترح استخدام |first= (مساعدة)، والوسيط غير المعروف |subtítulo= تم تجاهله (مساعدة)
33. ↑  CHURCH FATHERS: Church History, Book II (Socrates Scholasticus). ج. II. مؤرشف من الأصل في 2020-11-07. اطلع عليه بتاريخ 2021-02-16. {{استشهاد بكتاب}}: الوسيط غير المعروف |capítulo= تم تجاهله (مساعدة)، الوسيط غير المعروف |língua= تم تجاهله (مساعدة)، الوسيط غير المعروف |nome= تم تجاهله يقترح استخدام |first= (مساعدة)، والوسيط غير المعروف |subtítulo= تم تجاهله (مساعدة), CHURCH FATHERS: Ecclesiastical History, Book III (Sozomen). ج. III. مؤرشف من الأصل في 2020-11-20. اطلع عليه بتاريخ 2021-02-16. {{استشهاد بكتاب}}: الوسيط غير المعروف |capítulo= تم تجاهله (مساعدة)، الوسيط غير المعروف |língua= تم تجاهله (مساعدة)، الوسيط غير المعروف |nome= تم تجاهله يقترح استخدام |first= (مساعدة)، والوسيط غير المعروف |subtítulo= تم تجاهله (مساعدة) e CHURCH FATHERS: Ecclesiastical History, Book III (Sozomen). ج. III. مؤرشف من الأصل في 2020-11-20. اطلع عليه بتاريخ 2021-02-16. {{استشهاد بكتاب}}: الوسيط غير المعروف |capítulo= تم تجاهله (مساعدة)، الوسيط غير المعروف |língua= تم تجاهله (مساعدة)، الوسيط غير المعروف |nome= تم تجاهله يقترح استخدام |first= (مساعدة)، والوسيط غير المعروف |subtítulo= تم تجاهله (مساعدة)
34. ↑  CHURCH FATHERS: Church History, Book II (Socrates Scholasticus). ج. II. مؤرشف من الأصل في 2020-11-07. اطلع عليه بتاريخ 2021-02-16. {{استشهاد بكتاب}}: الوسيط غير المعروف |capítulo= تم تجاهله (مساعدة)، الوسيط غير المعروف |língua= تم تجاهله (مساعدة)، الوسيط غير المعروف |nome= تم تجاهله يقترح استخدام |first= (مساعدة)، والوسيط غير المعروف |subtítulo= تم تجاهله (مساعدة) e CHURCH FATHERS: Church History, Book II (Socrates Scholasticus). ج. II. مؤرشف من الأصل في 2020-11-07. اطلع عليه بتاريخ 2021-02-16. {{استشهاد بكتاب}}: الوسيط غير المعروف |capítulo= تم تجاهله (مساعدة)، الوسيط غير المعروف |língua= تم تجاهله (مساعدة)، الوسيط غير المعروف |nome= تم تجاهله يقترح استخدام |first= (مساعدة)، والوسيط غير المعروف |subtítulo= تم تجاهله (مساعدة)
CHURCH FATHERS: Ecclesiastical History, Book IV (Sozomen). ج. IV. مؤرشف من الأصل في 2021-02-14. اطلع عليه بتاريخ 2021-02-16. {{استشهاد بكتاب}}: الوسيط غير المعروف |capítulo= تم تجاهله (مساعدة)، الوسيط غير المعروف |língua= تم تجاهله (مساعدة)، الوسيط غير المعروف |nome= تم تجاهله يقترح استخدام |first= (مساعدة)، والوسيط غير المعروف |subtítulo= تم تجاهله (مساعدة)
35. ↑  CHURCH FATHERS: Church History, Book II (Socrates Scholasticus). ج. II. مؤرشف من الأصل في 2020-11-07. اطلع عليه بتاريخ 2021-02-16. {{استشهاد بكتاب}}: الوسيط غير المعروف |capítulo= تم تجاهله (مساعدة)، الوسيط غير المعروف |língua= تم تجاهله (مساعدة)، الوسيط غير المعروف |nome= تم تجاهله يقترح استخدام |first= (مساعدة)، والوسيط غير المعروف |subtítulo= تم تجاهله (مساعدة) e CHURCH FATHERS: Church History, Book II (Socrates Scholasticus). ج. II. مؤرشف من الأصل في 2020-11-07. اطلع عليه بتاريخ 2021-02-16. {{استشهاد بكتاب}}: الوسيط غير المعروف |capítulo= تم تجاهله (مساعدة)، الوسيط غير المعروف |língua= تم تجاهله (مساعدة)، الوسيط غير المعروف |nome= تم تجاهله يقترح استخدام |first= (مساعدة)، والوسيط غير المعروف |subtítulo= تم تجاهله (مساعدة)
CHURCH FATHERS: Ecclesiastical History, Book IV (Sozomen). ج. IV. مؤرشف من الأصل في 2021-02-14. اطلع عليه بتاريخ 2021-02-16. {{استشهاد بكتاب}}: الوسيط غير المعروف |capítulo= تم تجاهله (مساعدة)، الوسيط غير المعروف |língua= تم تجاهله (مساعدة)، الوسيط غير المعروف |nome= تم تجاهله يقترح استخدام |first= (مساعدة)، والوسيط غير المعروف |subtítulo= تم تجاهله (مساعدة)
36. ↑  Philostorgius, Ecclesiastical History. ج. IV. مؤرشف من الأصل في 2019-09-15. اطلع عليه بتاريخ 2021-02-16. {{استشهاد بكتاب}}: الوسيط غير المعروف |autor= تم تجاهله يقترح استخدام |author= (مساعدة)
37. 1 2  Goths in the Fourth Century. {{استشهاد بكتاب}}: الوسيط غير المعروف |autor= تم تجاهله يقترح استخدام |author= (مساعدة), que lida principalmente com a controvérsia posterior.
38. 1 2 3  Philostorgius, Ecclesiastical History. ج. VIII. مؤرشف من الأصل في 2019-09-15. اطلع عليه بتاريخ 2021-02-16. {{استشهاد بكتاب}}: الوسيط غير المعروف |autor= تم تجاهله يقترح استخدام |author= (مساعدة)
39. ↑  CHURCH FATHERS: Church History, Book I (Socrates Scholasticus). ج. I. مؤرشف من الأصل في 2020-12-09. اطلع عليه بتاريخ 2021-02-16. {{استشهاد بكتاب}}: الوسيط غير المعروف |capítulo= تم تجاهله (مساعدة)، الوسيط غير المعروف |língua= تم تجاهله (مساعدة)، الوسيط غير المعروف |nome= تم تجاهله يقترح استخدام |first= (مساعدة)، والوسيط غير المعروف |subtítulo= تم تجاهله (مساعدة) e CHURCH FATHERS: Church History, Book II (Socrates Scholasticus). ج. II. مؤرشف من الأصل في 2020-11-07. اطلع عليه بتاريخ 2021-02-16. {{استشهاد بكتاب}}: الوسيط غير المعروف |capítulo= تم تجاهله (مساعدة)، الوسيط غير المعروف |língua= تم تجاهله (مساعدة)، الوسيط غير المعروف |nome= تم تجاهله يقترح استخدام |first= (مساعدة)، والوسيط غير المعروف |subtítulo= تم تجاهله (مساعدة)
40. ↑  Philostorgius, Ecclesiastical History. ج. IV. مؤرشف من الأصل في 2019-09-15. اطلع عليه بتاريخ 2021-02-16. {{استشهاد بكتاب}}: الوسيط غير المعروف |autor= تم تجاهله يقترح استخدام |author= (مساعدة) e Philostorgius, Ecclesiastical History. ج. VIII. مؤرشف من الأصل في 2019-09-15. اطلع عليه بتاريخ 2021-02-16. {{استشهاد بكتاب}}: الوسيط غير المعروف |autor= تم تجاهله يقترح استخدام |author= (مساعدة)
41. ↑  CHURCH FATHERS: Church History, Book II (Socrates Scholasticus). ج. II. مؤرشف من الأصل في 2020-11-07. اطلع عليه بتاريخ 2021-02-16. {{استشهاد بكتاب}}: الوسيط غير المعروف |capítulo= تم تجاهله (مساعدة)، الوسيط غير المعروف |língua= تم تجاهله (مساعدة)، والوسيط غير المعروف |nome= تم تجاهله يقترح استخدام |first= (مساعدة)
42. ↑  CHURCH FATHERS: Church History, Book I (Socrates Scholasticus). ج. I. مؤرشف من الأصل في 2020-12-09. اطلع عليه بتاريخ 2021-02-16. {{استشهاد بكتاب}}: الوسيط غير المعروف |capítulo= تم تجاهله (مساعدة)، الوسيط غير المعروف |língua= تم تجاهله (مساعدة)، الوسيط غير المعروف |nome= تم تجاهله يقترح استخدام |first= (مساعدة)، والوسيط غير المعروف |subtítulo= تم تجاهله (مساعدة) e CHURCH FATHERS: Church History, Book I (Socrates Scholasticus). ج. I. مؤرشف من الأصل في 2020-12-09. اطلع عليه بتاريخ 2021-02-16. {{استشهاد بكتاب}}: الوسيط غير المعروف |capítulo= تم تجاهله (مساعدة)، الوسيط غير المعروف |língua= تم تجاهله (مساعدة)، الوسيط غير المعروف |nome= تم تجاهله يقترح استخدام |first= (مساعدة)، والوسيط غير المعروف |subtítulo= تم تجاهله (مساعدة)
43. ↑  Philostorgius, Ecclesiastical History. ج. II. مؤرشف من الأصل في 2019-09-15. اطلع عليه بتاريخ 2021-02-16. {{استشهاد بكتاب}}: الوسيط غير المعروف |autor= تم تجاهله يقترح استخدام |author= (مساعدة)
44. ↑  CHURCH FATHERS: Church History, Book II (Socrates Scholasticus). ج. II. مؤرشف من الأصل في 2020-11-07. اطلع عليه بتاريخ 2021-02-16. {{استشهاد بكتاب}}: الوسيط غير المعروف |capítulo= تم تجاهله (مساعدة)، الوسيط غير المعروف |língua= تم تجاهله (مساعدة)، والوسيط غير المعروف |nome= تم تجاهله يقترح استخدام |first= (مساعدة)
45. ↑  CHURCH FATHERS: Church History, Book II (Socrates Scholasticus). ج. II. مؤرشف من الأصل في 2020-11-07. اطلع عليه بتاريخ 2021-02-16. {{استشهاد بكتاب}}: الوسيط غير المعروف |capítulo= تم تجاهله (مساعدة)، الوسيط غير المعروف |língua= تم تجاهله (مساعدة)، الوسيط غير المعروف |nome= تم تجاهله يقترح استخدام |first= (مساعدة)، والوسيط غير المعروف |subtítulo= تم تجاهله (مساعدة)
46. ↑  CHURCH FATHERS: Church History, Book I (Socrates Scholasticus). ج. I. مؤرشف من الأصل في 2020-12-09. اطلع عليه بتاريخ 2021-02-16. {{استشهاد بكتاب}}: الوسيط غير المعروف |capítulo= تم تجاهله (مساعدة)، الوسيط غير المعروف |língua= تم تجاهله (مساعدة)، الوسيط غير المعروف |nome= تم تجاهله يقترح استخدام |first= (مساعدة)، والوسيط غير المعروف |subtítulo= تم تجاهله (مساعدة) e CHURCH FATHERS: Church History, Book II (Socrates Scholasticus). ج. II. مؤرشف من الأصل في 2020-11-07. اطلع عليه بتاريخ 2021-02-16. {{استشهاد بكتاب}}: الوسيط غير المعروف |capítulo= تم تجاهله (مساعدة)، الوسيط غير المعروف |língua= تم تجاهله (مساعدة)، الوسيط غير المعروف |nome= تم تجاهله يقترح استخدام |first= (مساعدة)، والوسيط غير المعروف |subtítulo= تم تجاهله (مساعدة).
47. ↑  Philostorgius, Ecclesiastical History. ج. IV. مؤرشف من الأصل في 2019-09-15. اطلع عليه بتاريخ 2021-02-16. {{استشهاد بكتاب}}: الوسيط غير المعروف |autor= تم تجاهله يقترح استخدام |author= (مساعدة) para Ósio; Philostorgius, Ecclesiastical History. ج. IV. مؤرشف من الأصل في 2019-09-15. اطلع عليه بتاريخ 2021-02-16. {{استشهاد بكتاب}}: الوسيط غير المعروف |autor= تم تجاهله يقترح استخدام |author= (مساعدة) para Aécio.
48. ↑  قالب:1913CE
49. 1 2  CHURCH FATHERS: Church History, Book I (Socrates Scholasticus). ج. I. مؤرشف من الأصل في 2020-12-09. اطلع عليه بتاريخ 2021-02-16. {{استشهاد بكتاب}}: الوسيط غير المعروف |capítulo= تم تجاهله (مساعدة)، الوسيط غير المعروف |língua= تم تجاهله (مساعدة)، الوسيط غير المعروف |nome= تم تجاهله يقترح استخدام |first= (مساعدة)، والوسيط غير المعروف |subtítulo= تم تجاهله (مساعدة) e CHURCH FATHERS: Church History, Book II (Socrates Scholasticus). ج. I. مؤرشف من الأصل في 2020-11-07. اطلع عليه بتاريخ 2021-02-16. {{استشهاد بكتاب}}: الوسيط غير المعروف |capítulo= تم تجاهله (مساعدة)، الوسيط غير المعروف |língua= تم تجاهله (مساعدة)، والوسيط غير المعروف |nome= تم تجاهله يقترح استخدام |first= (مساعدة)
50. ↑  Philostorgius, Ecclesiastical History. ج. IX. مؤرشف من الأصل في 2019-09-15. اطلع عليه بتاريخ 2021-02-16. {{استشهاد بكتاب}}: الوسيط غير المعروف |autor= تم تجاهله يقترح استخدام |author= (مساعدة)
51. ↑  CHURCH FATHERS: Church History, Book II (Socrates Scholasticus). ج. II. مؤرشف من الأصل في 2020-11-07. اطلع عليه بتاريخ 2021-02-16. {{استشهاد بكتاب}}: الوسيط غير المعروف |capítulo= تم تجاهله (مساعدة)، الوسيط غير المعروف |língua= تم تجاهله (مساعدة)، والوسيط غير المعروف |nome= تم تجاهله يقترح استخدام |first= (مساعدة)
52. ↑  Filostórgio, em Fócio, Epítome da História Eclesiástica de Filostórgia, livro 3, capítulo 5; livro 4, capítulo 12 e livro 6, capítulo 5 se referem à "substância diferente"; livro 4, capítulo 12 se refere à "substâncias dissimilares" e livro 4, capítulos 4 & 12 e livro 5, capítulo 1 se referem à "diferentes em substância" ou "diferenças na substância."
53. ↑  Goths in the Fourth Century. {{استشهاد بكتاب}}: الوسيط غير المعروف |autor= تم تجاهله يقترح استخدام |author= (مساعدة). Este último discute principalmente a parte final da controvérsia e menciona apenas o Anomoeanismo, sem utilizar o termo Heteroousiano.
54. ↑  CHURCH FATHERS: Church History, Book I (Socrates Scholasticus). ج. I. مؤرشف من الأصل في 2020-12-09. اطلع عليه بتاريخ 2021-02-16. {{استشهاد بكتاب}}: الوسيط غير المعروف |capítulo= تم تجاهله (مساعدة)، الوسيط غير المعروف |língua= تم تجاهله (مساعدة)، الوسيط غير المعروف |nome= تم تجاهله يقترح استخدام |first= (مساعدة)، والوسيط غير المعروف |subtítulo= تم تجاهله (مساعدة)
55. ↑  CHURCH FATHERS: Church History, Book I (Socrates Scholasticus). ج. I. مؤرشف من الأصل في 2020-12-09. اطلع عليه بتاريخ 2021-02-16. {{استشهاد بكتاب}}: الوسيط غير المعروف |capítulo= تم تجاهله (مساعدة)، الوسيط غير المعروف |língua= تم تجاهله (مساعدة)، الوسيط غير المعروف |nome= تم تجاهله يقترح استخدام |first= (مساعدة)، والوسيط غير المعروف |subtítulo= تم تجاهله (مساعدة)
56. ↑  Philostorgius, Ecclesiastical History. ج. 3. مؤرشف من الأصل في 2019-09-15. اطلع عليه بتاريخ 2021-02-16. {{استشهاد بكتاب}}: الوسيط غير المعروف |autor= تم تجاهله يقترح استخدام |author= (مساعدة)
57. 1 2 3 4 5 6 7 8 9 10  Philostorgius, Ecclesiastical History. ج. VIII. مؤرشف من الأصل في 2019-09-15. اطلع عليه بتاريخ 2021-02-16. {{استشهاد بكتاب}}: الوسيط غير المعروف |autor= تم تجاهله يقترح استخدام |author= (مساعدة)
58. ↑  Philostorgius, Ecclesiastical History. ج. 7. مؤرشف من الأصل في 2019-09-15. اطلع عليه بتاريخ 2021-02-16. {{استشهاد بكتاب}}: الوسيط غير المعروف |autor= تم تجاهله يقترح استخدام |author= (مساعدة)
59. 1 2  CHURCH FATHERS: Church History, Book II (Socrates Scholasticus). ج. II. مؤرشف من الأصل في 2020-11-07. اطلع عليه بتاريخ 2021-02-16. {{استشهاد بكتاب}}: الوسيط غير المعروف |capítulo= تم تجاهله (مساعدة)، الوسيط غير المعروف |língua= تم تجاهله (مساعدة)، الوسيط غير المعروف |nome= تم تجاهله يقترح استخدام |first= (مساعدة)، والوسيط غير المعروف |subtítulo= تم تجاهله (مساعدة)
60. ↑  Philostorgius, Ecclesiastical History. ج. 5. مؤرشف من الأصل في 2019-09-15. اطلع عليه بتاريخ 2021-02-16. {{استشهاد بكتاب}}: الوسيط غير المعروف |autor= تم تجاهله يقترح استخدام |author= (مساعدة) e Philostorgius, Ecclesiastical History. ج. 6. مؤرشف من الأصل في 2019-09-15. اطلع عليه بتاريخ 2021-02-16. {{استشهاد بكتاب}}: الوسيط غير المعروف |autor= تم تجاهله يقترح استخدام |author= (مساعدة)
61. ↑  Philostorgius, Ecclesiastical History. ج. 9. مؤرشف من الأصل في 2019-09-15. اطلع عليه بتاريخ 2021-02-16. {{استشهاد بكتاب}}: الوسيط غير المعروف |autor= تم تجاهله يقترح استخدام |author= (مساعدة)

## Ligações externas
- "Documentos do início da controvérsia ariana" (بinglês). fourthcentury.com. Archived from the original on 2017-05-22. Retrieved 18/10/2010. {{استشهاد ويب}}: تحقق من التاريخ في: |تاريخ الوصول= (help)صيانة الاستشهاد: لغة غير مدعومة (link).

Controvérsia ariana